# Montholier
Montholier település Franciaországban, Jura megyében. Lakosainak száma 369 fő (2022. január 1.). Montholier Aumont, Abergement-le-Grand, Brainans, Grozon, Neuvilley és Tourmont községekkel határos.

## Népesség
A település népességének változása:
| Lakosok száma | 259  | 289  | 286  | 309  | 345  | 348  | 359  | 367  | 372  | 369  |
|               | 1968 | 1982 | 1990 | 2006 | 2013 | 2015 | 2017 | 2019 | 2020 | 2022 |